# Франшин, Густаво
Густаво Франшин Скьяволин (порт.-браз. Gustavo Franchin Schiavolin; род. 19 февраля 1982, Кампинас, Сан-Паулу) — бразильский футболист, левый и правый защитник. Имеет паспорт гражданина Италии.

## Биография
Густаво родился в семье итальянских эмигрантов. Он начал свою карьеру в молодёжном составе клуба «Гуарани» (Кампинас). 30 сентября 2001 года он дебютировал в чемпионате Бразилии в игре с «Коринтиансом», в котором его клуб победил 3:0. В том же сезоне он провёл ещё одну игру в чемпионате. А на следующие год сыграл 4 матча в Кубке Бразилии. В том же году он перешёл в болгарский «Левски». На одной из первых тренировок в команде Густаво потерял сознание, но сумел выиграть в составе команды чемпионат Болгарии. Зимой 2003 года Густаво перешёл в московское «Динамо». В составе «Динамо» бразилец играл только за «дубль», проведя 9 игр и забив 2 гола.
В июне 2003 года Густаво вернулся в Бразилию, в клуб «Гояс», за который сыграл один матч. В следующем году он играл за «Понте-Прету», проведя 32 игры. В июне 2005 года Франшин подписал контракт на полтора года с клубом серии В КРБ. 8 июня он дебютировал в составе команды в матче с клубом «Португеза Деспортос», в котором его команда проиграла 0:3. Всего за клуб он провёл 9 матчей и забил 2 гола, оба в ворота «Итуано». В том же году он был арендован клубом «Корурипи», но за основной состав клуба он так и не дебютировал.
В 2006 году Густаво перешёл в «Парану», за которую сыграл 34 матча и забил 2 гола в чемпионате Бразилии, где его команда заняла 5 место. Также он стал в составе «Параны» чемпионом штата и дебютировал в Кубке Либертадорес. 18 декабря 2006 года немецкий клуб «Шальке-04» объявил, что подписал контракт с Густаво на 2,5 года. Но бразильский футболист, несмотря на подписанный договор, отказался играть за «Шальке», мотивировав это семейными обстоятельствами. За это футболист был дисквалифицирован на 4 месяца.
С апреля 2007 года права на контракт Густаво стали принадлежать агентской компании «Траффик» через клуб «Деспортиво Брасил». 25 апреля 2007 года Франшин был арендован «Палмейрасом», с которым через год он выиграл чемпионат штата Сан-Паулу. В августе 2008 года защитник продлил контракт с «Деспортиво» до 31 декабря 2011 года и договор аренды до 31 декабря 2009 года. Но уже 30 января 2009 года арендное соглашение было расторгнуто из-за того, что Жеси вытеснил его из состава команды. После этого, Густаво перешёл в «Крузейро», будучи арендованным клубом на год. В «Крузейро» защитник сыграл в 9 играх, из них только 2 игры он провёл в чемпионате Бразилии, после чего, 14 июля, он получил травму колена и не выступал 6 месяцев.
1 января 2010 года Франшин продлил контракт с «Деспортиво» до 1 сентября 2012 года. И в тот же день перешёл в «Васко да Гаму». За этот клуб защитник провёл 3 игры в чемпионате Бразилии, две в Кубке и 4 матча в чемпионате штата, после чего, из-за отсутствия игровой практики, он разорвал контракт с клубом. 25 июля 2010 года Густаво уехал в Италию, где на следующий день подписал договор с «Лечче» с возможностью выкупа трансфера игрока за 800 тыс. евро. 12 сентября 2010 года Франшин дебютировал в составе клуба в матче чемпионата Италии с клубом «Фиорентина», в котором его команда победила 1:0.

## Личная жизнь
У Густаво на левой руке есть татуировка с надписью: «Мама, папа, братья — с любовью навечно», посвящённая родителям Сержио и Журеме, и братьям Рафаэлю и Патрисии.
Прозвище «Росомаха», в честь одноимённого героя комиксов, Густаво получил после возвращения из России: «Когда я вернулся из России, у меня было больше волос, они были намазаны гелем и я имел бороду. И Графите придумал мне это прозвище. Через два года я решил сделать татуировку Росомахи».

## Достижения
- Чемпион Болгарии: 2002
- Чемпион штата Гояс: 2003
- Чемпион штата Парана: 2006
- Чемпион штата Сан-Паулу: 2008
- Чемпион штата Минас-Жерайс: 2009